# Тургай, Валерий Владимирович
Валерий Владимирович Тургай (Воробьёв) (род. 17 апреля 1961, Починок-Инели, Комсомольский район, Чувашская АССР, СССР) — чувашский поэт, прозаик и переводчик, журналист. Народный поэт Чувашской Республики (2003), Заслуженный работник культуры Республики Татарстан (2011).
Главный редактор правительственной газеты Чувашской Республики «Хыпар» (2014—2015).

## Биография
Родился будущий поэт в деревне Починок-Инели Комсомольского района Чувашской Республики.
Получил высшее образование в Чувашском государственном университете им. И. Н. Ульянова, в Высших театральных курсах при ГИТИСе им. А. В. Луначарского.
В 1991 году был принят членом Союза писателей СССР.
А. Хузангай: «Когда мы шли на выборы в Верховный Совет, ситуация была острой: Тургай держит голодовку перед Домом советов, на площади происходят стихийные митинги, звучат лозунги от имени ЧАП».

## Отзывы
Атнер Хузангай: «Тургай, скажем так, человек непоследовательный. Когда создавались ЧНК и ЧАП, когда шла моя президентская компания 1991 года, он действительно был чувашским националистом. Потом, когда пришел Федоров в 1993 году, он стал верным федоровцем. Федоров даже присвоил ему звание народного поэта Чувашии. Потом Тургай стал честить Федорова на каждом углу, и вот он уже преданный сторонник Игнатьева. Почему так? Наверное, характер такой».

## Произведения
- «Ку эпӗ», стихи, Чебоксары, 2013
- «Чунăм манăн, чунăм…», стихи, Чебоксары, 2003
- «Шурă фарфăр чашăк», стихи. Поэма, Чебоксары, 1994
- «Моя бунтарская карма», статьи, интервью, Чебоксары, 2011
- «Ночь-мелодия», стихотворения, Чебоксары, 2004

## Награды, премии, звания
- Медаль ордена «За заслуги перед Чувашской Республикой» (2012)
- Народный поэт Чувашской Республики (2003)
- Заслуженный работник культуры Чувашской Республики (1999)
- Заслуженный работник культуры Республики Татарстан (2011)
- Памятная медаль «100-летие образования Чувашской автономной области» (2020)
- Почетная грамота Государственного Совета Чувашской Республики
- Благодарность Государственного Совета Чувашской Республики (2016)
- Премия Комсомола Чувашии имени М. Сеспеля
- Лауреат премии им. И. Я. Яковлева
- Лауреат премии им. Ф. Карима
- Почетный гражданин города Остер Черниговской области Украины
- Почетный гражданин Комсомольского района (2019)